# آلبانی (جورجیا)
آلبانی، جورجیا (به انگلیسی: Albany, Georgia) یک شهر در ایالات متحده آمریکا با جمعیت ۷۷٬۴۳۴ نفر است که در جورجیا واقع شده‌است.